# Go-Fushimi
Cesarz Go-Fushimi (jap. 後伏見天皇 Go-Fushimi tennō; ur. 5 kwietnia 1288 r., zm. 17 maja 1336 roku) – 93. cesarz Japonii, według tradycyjnego porządku dziedziczenia.

## Życiorys
Przed wstąpieniem na tron nosił imię książę Tanehito (jap. 胤仁親王 Tanehito-shinnō).
Go-Fushimi panował w latach 1298–1301.
Był najstarszym synem cesarza Fushimi. Żonaty z Saionji Fujiwara Yasuko (jap. 西園寺（藤原）寧子). Jego dwaj synowie: cesarz Kōgon i cesarz Kōmyō dali początek dynastii północnej.
Mauzoleum cesarza Go-Fushimi znajduje się w Kioto. Nazywa się ono Fukakusa no kita no misasagi.